# Gentrifizierung

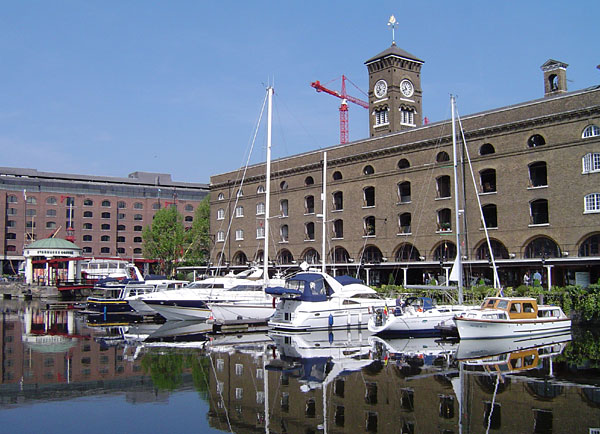
Yachthafen in den St Katharine Docks, Juni 2004: Symbol für die abgeschlossene Gentrifizierung der Londoner Docklands

Als Gentrifizierung (von englisch gentry „niederer Adel“) wird die Verdrängung einkommensschwacher Haushalte durch einkommensstarke Haushalte in innerstädtischen Quartieren bezeichnet. Sie geht häufig mit einer immobilienwirtschaftlichen und funktionellen Aufwertung einher. Dabei werden sozialräumliche Polarisierungsprozesse verstärkt (Segregation). Für die Betroffenen ist die Verdrängung meist mit erheblichen finanziellen und emotionalen Belastungen verbunden.

## Entstehung und Umfeld des Begriffs
Der bereits für das Jahr 1888 nachweisbare Begriff gentrification wurde 1964 von der britischen Stadtsoziologin Ruth Glass aufgenommen. Sie nutzte ihn für das Phänomen des Zuzugs von Mittelschichtfamilien in den ursprünglich vor allem von Arbeitern bewohnten Londoner Stadtteil Islington. Dies hatte den Stadtteil in seiner sozialen Struktur signifikant verändert.
Glass sah dabei eine Analogie zu Vorgängen im 18. Jahrhundert, als Teile des niederen Adels (Gentry) vom Rand der Städte zurück in die Zentren zogen.

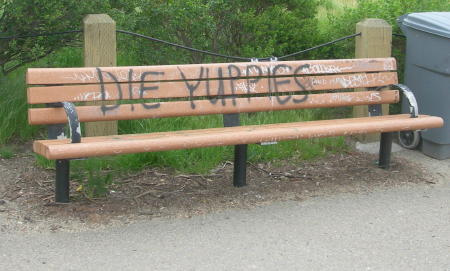
„DIE YUPPIES“ (deutsch: Sterbt Yuppies), Graffito in Cambridge (Massachusetts)

Der Begriff und die Erscheinung umfassen vielfältige, multidimensionale Aspekte der Stadtentwicklung und der Stadtökonomik. Häufig stehen sie im Zusammenhang mit der Metropolisierung und der Reurbanisierung von Städten. Daher ist die Gentrifizierung seit Jahrzehnten ein zentrales Konfliktfeld der Stadtgeographie und der Stadtsoziologie. Nach dem Soziologen Chris Hamnett können einzelne der gängigen Theorien zur Gentrifizierung nicht schlüssig erklären, wieso ein Viertel gentrifiziert wird und das andere nicht. Auch bleibt laut Hamnett im Dunkeln, warum – global betrachtet – die Gentrifizierung sich im Wesentlichen auf einige wenige Großstädte konzentriert, die bereits zu Zeiten der Industrialisierung Bedeutung hatten.
Eine Gentrifizierung im engeren Sinne zeichnet sich nach Jürgen Friedrichs durch den Austausch einer statusniedrigeren durch eine statushöhere Bevölkerung aus. Nach Andrej Holm gehören dazu wesentliche Änderungen des Nachbarschaftsmilieus und der nachbarschaftlichen Beziehungen. Dabei geht es um die soziokulturellen und immobilienwirtschaftlichen Veränderungen in ursprünglich preisgünstigen Stadtvierteln, in denen Immobilien zunehmend von wohlhabenderen Eigentümern und Mietern belegt und baulich aufgewertet werden. Bewohner mit einem niedrigeren Sozialstatus werden ersetzt oder verdrängt. Zumeist sind innenstadtnahe Stadtteile von Metropolen von derartigen Vorgängen betroffen. Weiter sind Gebiete betroffen, in denen Industrieanlagen des 19. Jahrhunderts zu Loftwohnungen umgebaut werden können.
Als wichtig gelten ebenso die Unterschiede im Habitus, im Geschmack, in den sozialen und kulturellen Ausdrucksweisen und symbolhaft inszenierten Konsumgewohnheiten von Neuankömmlingen und der bestehenden Einwohnerschaft im öffentlichen Raum.
Die Gentrifizierung wirkt unter anderem der in den 1950er und 1960er Jahren konstatierten Landflucht und dem Ausbau der Vorstädte entgegen und ist Ausdruck der seitdem höheren Attraktivität von einigen Innenstadtbereichen insbesondere für neue Mittelschichten. Sie ist besonders stark in Städten mit bereits im 19. Jahrhundert (vgl. Gründerzeit) erstellter Wohnbebauung in Innenstadtlagen. Ein zentraler Aspekt der neueren Forschung bezieht über den Wohnungsmarkt hinaus die Konsumgewohnheiten und den Wandel des lokalen Handels mit ein. Die vorigen empirischen Untersuchungen hatten die kommerzielle Gentrifizierung, die Rolle von Handel, Boutiquen und Gastronomie, gegenüber der residenziellen Gentrifizierung, dem Wandel der Wohnbevölkerung, vernachlässigt.
Als Gegenmaßnahme wird das Stadtrecht im Sinne des Zugangs zur Stadt, des Rechts auf Stadt als Lebensraum auch für Gruppen eingefordert, die entsprechenden Anforderungen (etwa der neuen Mittelschichten) nicht genügen. Ebenso wird angestrebt, mit Planungsvorgaben und Regulierung wie mit regionalen Initiativen Gentrifizierungsprozessen und deren Auswüchsen entgegenzutreten.

### Verwendung als Schlagwort
Der Soziologe Andrej Holm kritisiert, dass der Begriff in öffentlichen Auseinandersetzungen als inflationäre Universalmetapher gebraucht werde. Laut dem Soziologen Hartmut Häußermann ist der Begriff zu einem „politische[n] Kampfbegriff“ geworden, der ohne fundierte Belege eingesetzt werde.
Gerhard Hard ordnet den Begriff unter den neuen Urbanisierungsdiskurs der 1970er Jahre ein. Dabei werde der Begriff erheblich überhöht. Die tatsächliche Gentrifizierung sei oft auf nur wenige Häuserblöcke und symbolträchtige Plätze begrenzt. Genauso bleibt Hard zufolge das Wohnungsangebot im Umfeld der Kernstädte nach wie vor sehr gering, die wesentlichen Wanderungsbewegungen gingen ins Umland. Wichtiger sei die Bedeutung in einer von wenigen eloquenten Trendsettern geführten Diskussion zur Stadtentwicklung.

## Forschungs- und Erklärungsansätze
Gentrifizierung ist Forschungsgegenstand verschiedener Disziplinen, unter anderem der Raumforschung und der Stadtplanung, der Geographie, der Stadtforschung, der Stadtbaugeschichte und der Stadtmorphologie, der Volkskunde, der Soziologie, der Wirtschaftswissenschaften und der allgemeinen Kulturwissenschaften.
Die Erforschung des Phänomens begann in Nordamerika. Bekannte Beispiele sind SoHo oder der Meatpacking District, das Schlachterviertel in Manhattan. Hier befanden sich bis in die 1980er und 1990er Jahre durch belastendes Gewerbe geprägte Stadtviertel. Dies wird von der Wiederaufwertung ehemals wohlhabender und zwischenzeitlich verelendeter Viertel unterschieden. In den USA ist der Prozess schneller und gravierender als in den deutschsprachigen Ländern, weil dort die der Grundsteuer und Vermögensteuer vergleichbaren Abgaben nach den tatsächlichen Bodenwerten und nicht nach niedrigen Einheitswerten berechnet werden. Die USA und Großbritannien haben einen höheren Anteil von Wohneigentum bei Geringverdienern. Bei einer anstehenden Gentrifizierung können diese erhebliche Spekulationsgewinne realisieren und sich an anderer Stelle eine andere Immobilie kaufen. Die angelsächsische Gentrifizierung verläuft aufgrund allgemein liberalerer Voraussetzungen im Steuer- und Mietrecht, einer stärkeren Bedeutung der Immobilien als Investition und Anlageklasse sowie einer zurückhaltenderen Rolle der Kommunen und des Staates in Fragen des Sozialwesens und der Stadtplanung gravierender und schneller. In den USA ist zudem die Zuwanderung oder der Ausschluss von ethnischen Minderheiten von Bedeutung. Gleichzeitig verläuft Gentrifizierung in einem von Eigentümern und der Privatwirtschaft geprägten Wohnungsmarkt anders als in (etwa mitteleuropäischen) Städten mit höherem Mietanteil und einer stärkeren Rolle der Kommunen bei Planungsvorgaben und Wohnungswirtschaft.

### Ertragslückenmodell
Der Geograph Neil Smith sieht in seiner 1979 entwickelten rent-gap-Theorie rein ökonomische Erklärungsansätze für die Gentrifizierung. Danach suchen Immobilieneigentümer immer nach der maximalen Rendite aus ihrem Anwesen. Immobilien stünden damit in Konkurrenz zu anderen Anlageformen. Bei der Gentrifizierung handele es sich weniger um eine Bewegung von Menschen in die Städte, als vielmehr um eine Bewegung von Kapital. Allerdings erklärt diese Theorie nicht, wieso es zu unterschiedlichen und zeitlich wechselnden Vorlieben und damit zu Mietpreisunterschieden für das eine oder andere Stadtviertel kommt.
Ein wesentlicher Erklärungsansatz für eine seit 2010 intensivierte Gentrifizierung im Euroraum wird darin gesehen, dass infolge der Weltfinanzkrise die Europäische Zentralbank eine Niedrigzinspolitik eingeleitet hat, die dazu führte, dass anlagesuchendes Kapital seither verstärkt in den Immobiliensektor fließt, weil dort zu erzielende Renditen höher sind als in anderen Anlageklassen, etwa Staatsanleihen, Aktien oder Sparkonten.
Als Beispiel für Gentrifizierung durch Profitmaximierung kann auch die Vermietung über Airbnb In Metropolen gelten. Die Städte wehren sich zwar durch Satzungen gegen die Zweckentfremdung von Wohnraum, aber die Vermietung erfolgt oft auch illegal.

### Doppelter Invasions-Sukzessions-Zyklus

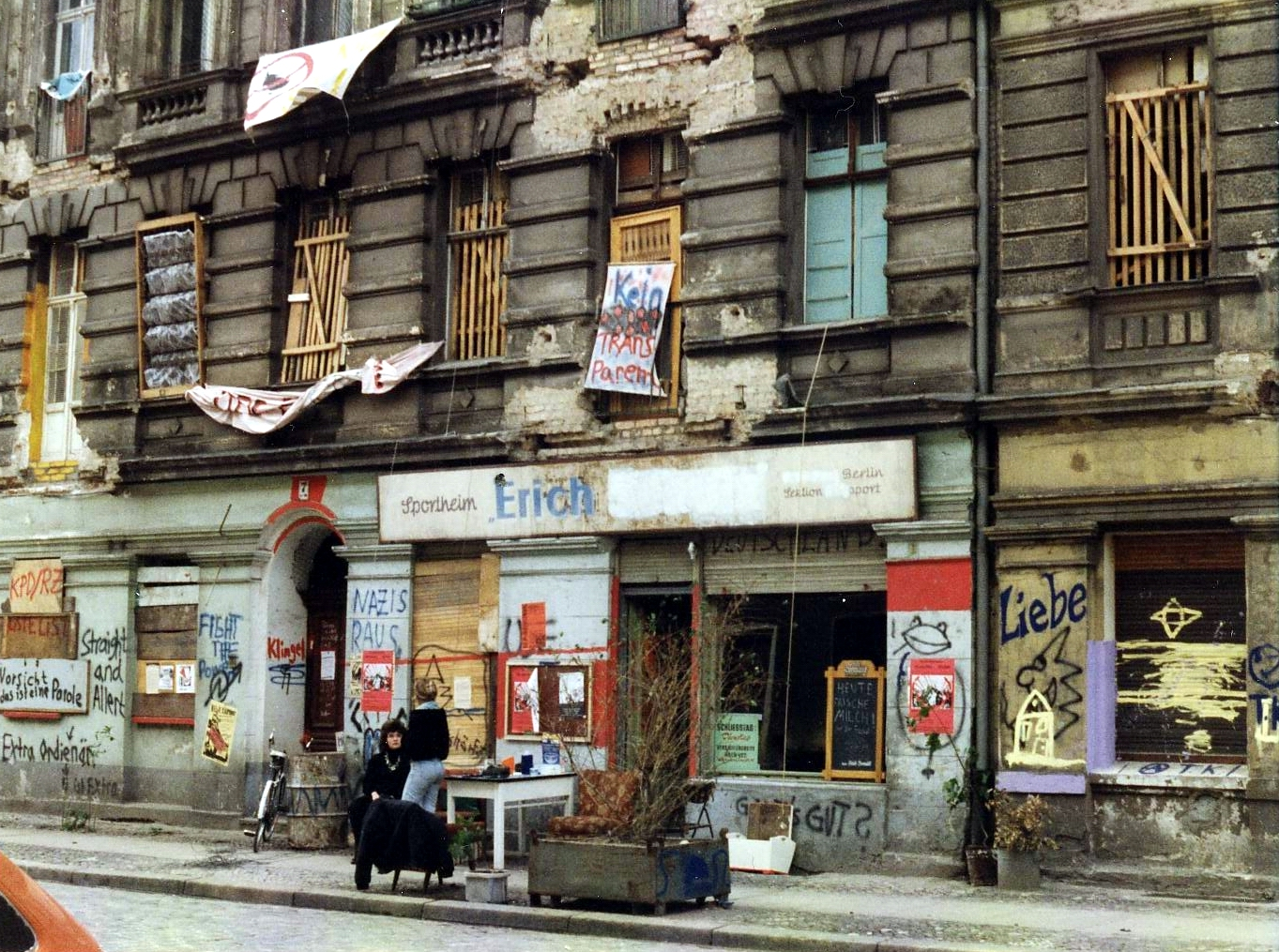
Die von alternativer Subkultur geprägte Mainzer Straße in Berlin-Friedrichshain im Juni 1990

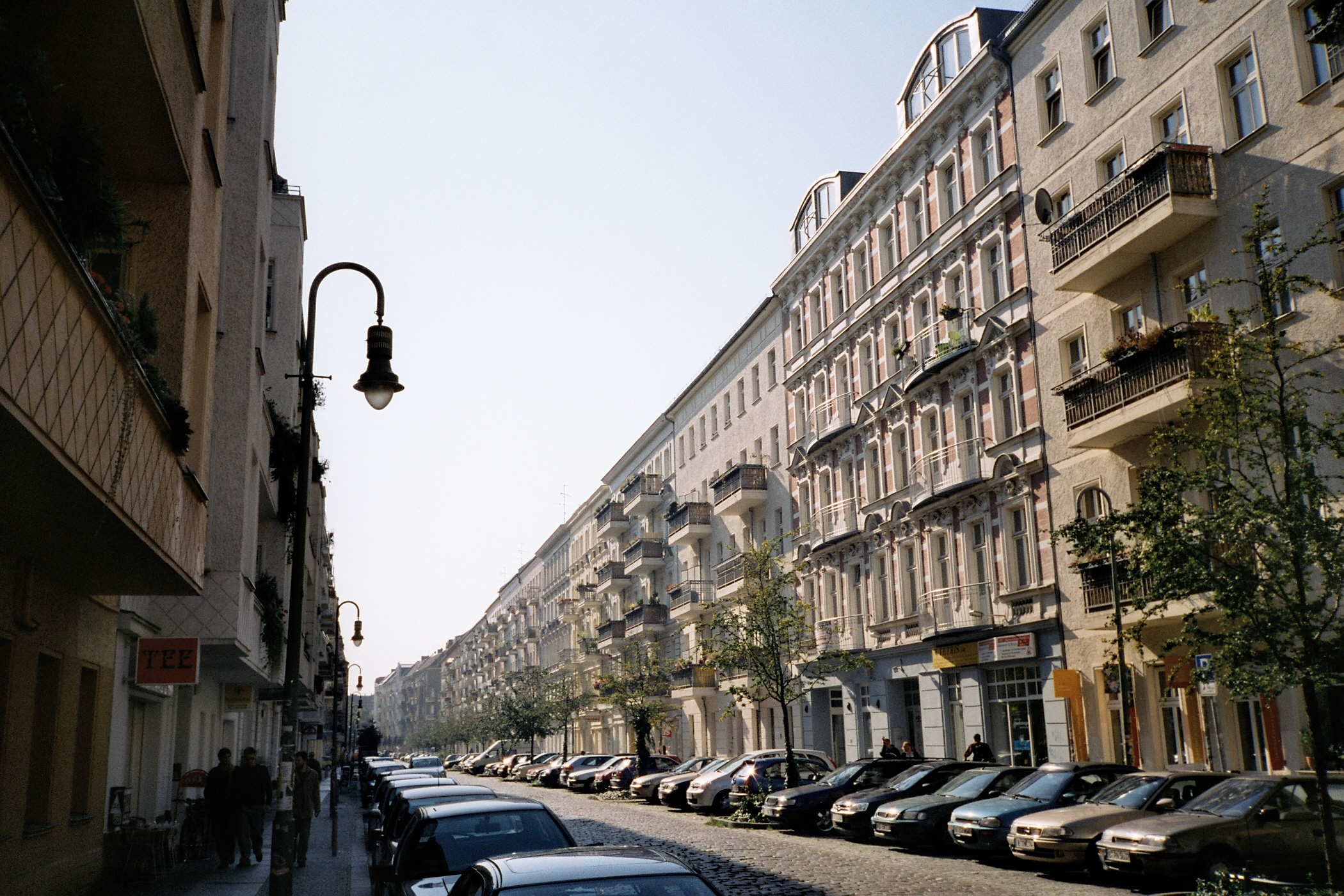
Die Mainzer Straße nach der vollständigen Sanierung im Jahr 2006

Die Stadtsoziologen Jens Dangschat, Jürgen Friedrich und Jörg Blasius proklamierten Anfang der 1990er Jahre dieses Modell der Gentrifizierung. Danach laufen die Gentrifizierungsprozesse nach typischen Mustern ab: Wegen niedriger Mietpreise sowie zunehmend attraktiver Lage werden einzelne Stadtteile für „Pioniere“ (Studenten, Künstler, Subkultur) attraktiv. Diese werten die Stadtteile durch kulturelle Aktivitäten auf und setzen einen Segregationsprozess in Gang. Künstler und Gastronomen etablieren sich und bringen weitere Interessenten in die Stadtteile. Studenten steigen ins Berufsleben ein, verdienen mehr Geld als zuvor und gründen Familien, womit ihr Wohnflächenbedarf steigt; damit hängt die Gentrifizierung also nicht immer vom Zuzug neuer Bewohner ab. Investoren sehen Chancen zur Wertsteigerung, Häuser und Wohnungen werden aufgekauft und restauriert, Szene-Clubs und Lokale entstehen. Die Mieten steigen und finanziell Schwache wandern ab. Die Bevölkerungsstruktur und der Charakter der Viertel wandeln sich. Die Gentrifizierung geht einher mit einem allgemeinen Segregationsprozess.
Nach der Theorie vom „doppelten“ Invasions-Sukzessions-Zyklus stellen bereits die Studenten und Künstler die ersten „Invasoren“ dar. Sie verdrängen andere soziale Gruppen und schaffen ein neuartiges soziales Milieu, das besser in Wert gesetzt werden kann (Sanierungen) und damit das Umfeld zur zweiten „Invasorenwelle“, den sogenannten „Gentrifiers“, schafft. Die vorherigen Gruppen werden immer stärker verdrängt, und es erfolgt eine Aufwertung von innenstadtnahen, ehemals marginalen Wohnvierteln (ein Prozess von Reurbanisierung).
Dieses Modell erfreut sich großer Popularität leidet jedoch am Mangel von empirischen Belegen und erklärt nicht den bestehenden Wohnungsmangel außerhalb von Szenevierteln.
Oftmals entstehen anhaltende politische Konflikte durch die Gentrifizierung und ihre sozialen Folgen. Den Wertsteigerungen durch Verkauf von Wohneigentum und Wegzug steht das Interesse an einer gewachsenen Sozialstruktur und Atmosphäre gegenüber.

### Klimabedingte Gentrifizierung
Aufgrund der Folgen der globalen Erwärmung wie Überflutungsrisiken von Ufergrundstücken und einer Zunahme des Ausfallrisikos peripherer Versorgungsnetze kommt es vielerorts zum Zuzug privilegierter, vormals in Vororten wohnender Bevölkerungsgruppen in urbane Zentren. Hierdurch kommt es zur Verdrängung niedrigerer Einkommensschichten in Gebiete mit höherer Exposition gegenüber Klimafolgen. Die resultierende Klimagentrifizierung (climate gentrification) kann als Form der Binnen- und Klimamigration erachtet werden.

### Gentrifizierung in Deutschland zu Beginn des 21. Jahrhunderts
Im Zeitraum 2005 bis 2025 wird ein verstärkter Zuzug in deutsche Metropolregionen prognostiziert. Dies trifft auf einen begrenzten Wohnraum, da der Wohnungsneubau stark zurückgegangen ist: Während 1997 noch knapp 600.000 neue Wohneinheiten entstanden, waren es 2007 nur noch 200.000. Seit 2016 wächst der Wohnungsbestand in den meisten deutschen Großstädten zwar schneller als die Bevölkerung, doch regionale Unterschiede bleiben bestehen. In Leipzig etwa stieg die Einwohnerzahl um 6,5 %, während der Wohnungsbestand nur um 5 % zunahm. Der zuvor hohe Leerstand (20 % im Jahr 2002) konnte diesen Anstieg teilweise abfedern und sank bis 2022 auf 3 %. Die Bundesregierung setzte 2021 das Ziel, jährlich 400.000 neue Wohnungen zu bauen, verfehlte es 2022 und 2023 jedoch um über 100.000 Einheiten. Ein Hauptgrund ist der Rückgang der Baugenehmigungen, bedingt durch hohe Zinssätze, steigende Baukosten und fehlende Bauflächen. Dies sind Faktoren, die zu einer Verdrängung einkommensschwacher Haushalte führen können.

#### Akteure in Verdrängungsprozessen
Der Bestand an Mietwohnungen in Deutschland steht zu 64,4 % im Eigentum von Privatpersonen, 14,9 % gehören privaten Wohnungsunternehmen, 11,4 % öffentlichen Wohnungsunternehmen und 9,2 % stehen im Eigentum von Genossenschaften (Stand 2011). Das Risiko der Verdrängung ist für Mieter bei privaten Wohnungseigentümern am höchsten, bei den nicht gewinnorientierten Genossenschaften am niedrigsten. Es sind nicht immer die Eigentümer, die die Gentrifizierung anstoßen. Die Kommunen selbst können durch Ausweisung von Sanierungsgebieten und Investitionsanreize zu Initiatoren von Gentrifizierung werden. Politisch geförderte Großprojekte lösen oft einen stärkeren Anstieg der Immobilienpreise aus als Zuzug.
Verschiedentlich wurde untersucht, ob bestimmte Bevölkerungsgruppen mehr von Verdrängung bedroht sind als andere. Die Kriterien Alter, alleinerziehend, sozioökonomischer Status, und Migrationshintergrund ergaben aber widersprüchliche Ergebnisse. Es muss davon ausgegangen werden, dass alle Gruppen in gleichem Maße von Verdrängung betroffen sein können.

#### Notwendige Erneuerung des Wohnungsbestandes
Wohnanlagen müssen während ihrer Lebensdauer immer wieder erneuert und an die aktuellen Erfordernisse angepasst werden. Solche Neuerungen erstrecken sich auf Aspekte der Sicherheit (z. B. Brandschutz), des Energieverbrauchs (z. B. Gebäudeenergiegesetz), sowie auf städtebauliche und nutzungsbedingte Aspekte. Investitionen in diese Bereiche können zu Mieterhöhungen und Verdrängungsmechanismen führen.

## Architektonische Neuerungen

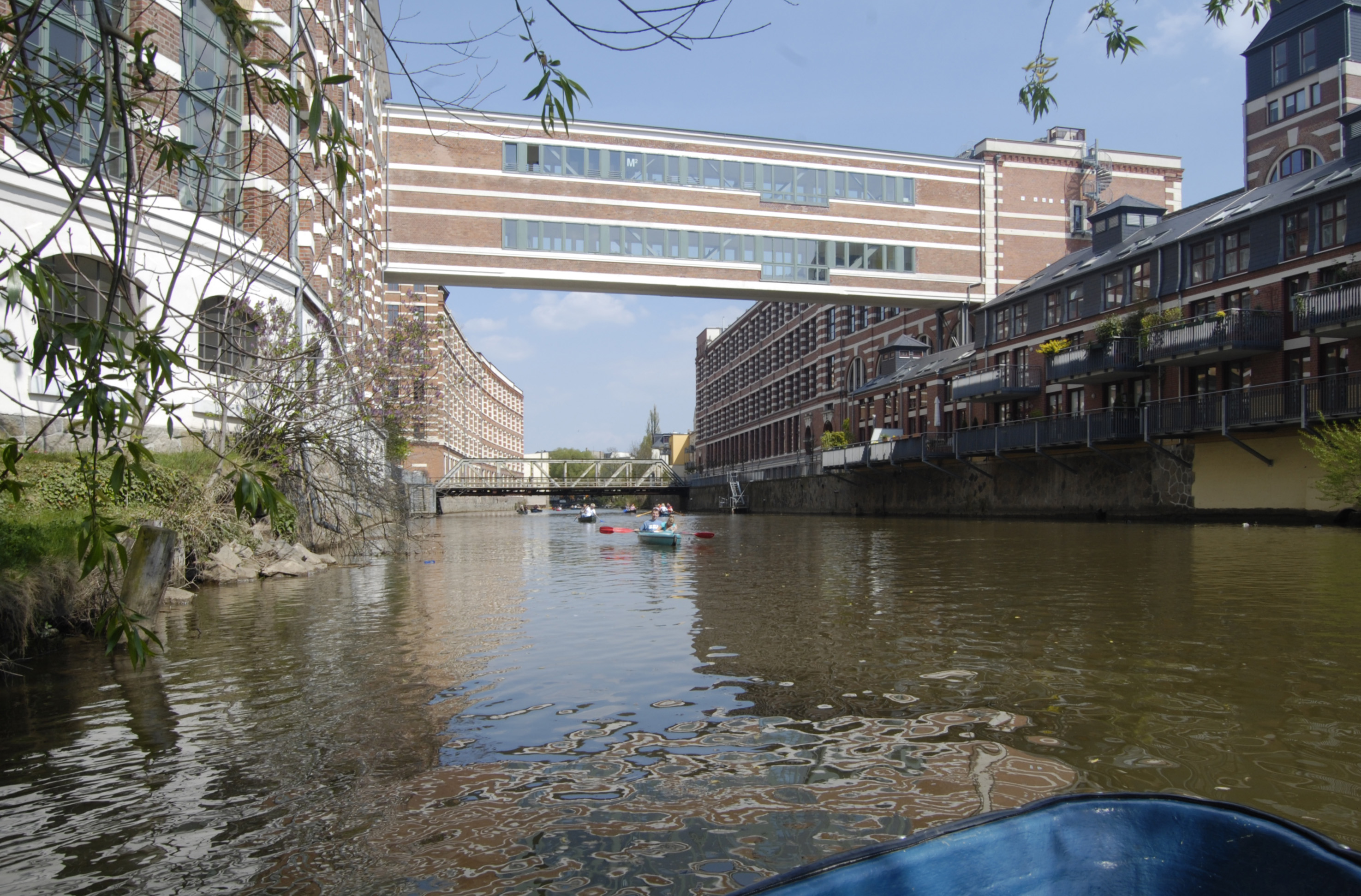
Loftbauten in Leipzig

Neben dem umgenutzten Brownstone, Gründerzeitgebäuden aus Sandstein etwa in Brooklyn, wurde der mit dem Loft verbundene Architektur- und Lebensstil zu einem Inbegriff der Gentrifizierung in den englischsprachigen Ländern. Die ersten Loftbewohner waren Künstler, die in den entsprechend weiträumigen ehemaligen Industriegebäuden etwa im Stadtviertel SoHo in Manhattan wohnten, arbeiteten und ihre Kunst wie sich selbst als Person präsentierten. Der Loft wurde damit sowohl Atelier, Galerie als auch Wohnbereich, als Factory wurde er etwa bei Andy Warhol auch Stätte der Kooperation und der Kunstproduktion en masse. Die ursprünglich im Bauen im Bestand und innerhalb einer künstlerischen Avantgarde entstandene Wohnungsästhetik und das damit verbundene Prestige wurde zum Vorbild für Neubauten wie zum Statussymbol. Spätere Loftnutzer nutzten das positive Image der Lofts, um sich selbst als Angehörige der kreativen Klasse darzustellen.

## Rolle in sozialen Netzwerken

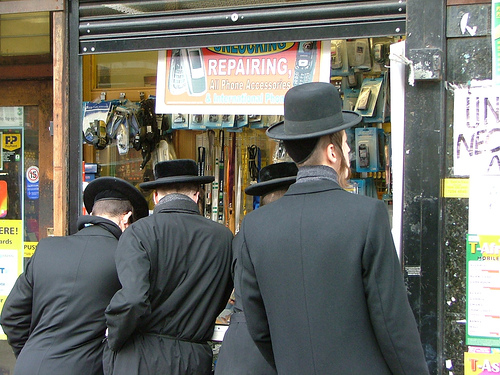
Orthodoxe Juden am Stamford Hill in London Hackney

Das Begriffspaar gentrification/white flight wurde schon im übertragenen Sinne für den Auszug von Weißen aus sozialen Netzwerken wie myspace und den Umzug in das ursprünglich sehr elitäre und nur an bestimmten Universitäten gebrauchte Facebook verwendet. Ebenso war das Thema präsent, als die Aktivistin Ani DiFranco 2013 zu einem Righteous Retreat (Erholung der Aufrechten) Workshop in einer ehemaligen Sklavenplantage im Iberville Parish in White Castle, Louisiana einlud. Facebook galt als sicherer, aber – was schwarze Aktivistinnen anging – als exklusiver als MySpace. Die Konflikte zwischen erfolgreichen und ausgeschlossenen Minderheiten in der Gentrifizierung wurden dabei mit Konflikten zwischen der bürgerlichen Frauenbewegung und der Emanzipation rassischer Minderheiten verglichen. Die vorgeblichen Bestrebungen der Weißen, nun auch etwa Twitter zu säubern und sicher zu machen, ginge auf Kosten der Minderheiten.
Tatsächlich ermöglichen soziale Netzwerke wie Twitter und Foursquare, Gentrifizierungsprozesse vorauszusagen. Die ärmsten und reichsten Bereiche in London sind vergleichsweise homogen – die Wahrscheinlichkeit der Gentrifizierung steigt mit einer Kombination aus hoher Diversität und einem wirtschaftlichen Niedergang in der Vergangenheit. Beim armen, aber eine hohe Diversität aufweisenden London Borough of Hackney weisen aktuell (2016) sowohl die Verhaltensweisen in sozialen Netzwerken wie steigende Grundstückspreise und sinkende Kriminalität auf eine Gentrifizierung hin.

## Räume, Motive und Akteure
Die Gentrifizierung findet keineswegs immer in und in jedem heruntergekommenen Innenstadtbereich statt. In den USA findet etwa in Dallas, Phoenix und anderen Städten im Süden und im Westen (z. B. Rust Belt) kaum Gentrifizierung statt, besonders stark ist sie in Städten wie Baltimore, Philadelphia und Washington, die ein bedeutendes Angebot von im 19. Jahrhundert erstellter Wohnbebauung haben. Entscheidend sind die Existenz und das Interesse von Gentrifizierern, die sich in einem solchen Bereich ansiedeln wollen, und ein gewisses tatsächliches Mindestangebot an Wohnungen im Innenstadtbereich. Der Geschmack hat eine zentrale Rolle in entsprechenden Aufwertungsprozessen. Es ist weniger die reine Gegenwart von Gentrifizierern, etwa Künstlern als Wohnbevölkerung, die den Prozess der Aufwertung und damit Verdrängung vorantreibt. Ihr Geschmack für bestimmte Produkte, Designs und Speisen, der bei der neuen Mittelschicht auf hohe Resonanz stößt, führt zu einer kulturellen Aneignung der jeweiligen Stadtviertel im alltagskulturellen Umfeld und zugehörigen Verdrängungsprozessen. In der US-amerikanischen Diskussion sind mit Gentrifizierungsprozessen auch eine Erhöhung des subjektiven Sicherheitsgefühls (für die neuen Mittelschichten) verbunden. In Deutschland ist das mit Ausnahme etwa von Berlin-Neukölln weniger ein Thema gewesen.
Das Streben nach Authentizität und Diversität, mit dem man sich insbesondere von den als anonym empfundenen Stadtrandsiedlungen absetzte, hat in den betroffenen Innenstadtquartieren mittlerweile selbst ausschließenden Charakter. Während Authentizität früher mit Personen verbunden wurde, ist es mittlerweile ein Attribut von Dingen – etwa Nahrungsmittel und Getränken – und konsumierbaren Erfahrungen und Erfahrungsräumen. Authentizität und Diversität werden damit zu einem Hebel kultureller Macht, mit denen Räume beansprucht und übernommen werden, ohne in eine direkte Konfrontation einsteigen zu müssen. Dabei wurden etwa Dönerbuden, die sich zunehmend im Sinne einer Systemgastronomie als modern, unternehmerisch McDonaldisiert gerieren, eher der Unterschicht zugeordnet – tatsächlich wie Hamburgerfilialen selbst eher Anlaufpunkt von Jugendlichen mit Migrationshintergrund.

### Deutung über die Postindustrialisierung
Den Hintergrund für die Gentrifizierung bilden heute die Entstehung einer postindustriellen Gesellschaft und die Globalisierung. In diesem Zusammenhang werden zum Teil neuartige Geschäfts-, Dienstleistungs-, Kontroll- und Innovationskompetenzen in den Zentren von Global Citys, Metropolen, Metropolregionen und Megalopolen hochentwickelter Nationen konzentriert. Die Konzentration lässt sogenannte Fühlungs- und Ballungsvorteile entstehen. Die entstehenden Kompetenzen an solchen zentralen Orten nehmen qualifizierte und entsprechend gut bezahlte Beschäftigte wahr, das sind vor allem Angehörige der Wissens- und Informationsgesellschaft und der sogenannten Kreativen Klasse. Deren Lebensstil und deren Konsumverhalten, insbesondere deren Wohnortwahl, ist ein entscheidender Faktor für die Reurbanisierung und die Entwicklung gentrifizierter Stadtstrukturen. Weitere gesellschaftliche Rahmenbedingungen nehmen hierbei Einfluss auf das Tempo, die Intensität und die Richtung der Gentrifizierung.
Ursachen der Gentrifizierung liegen im Besonderen im Lebensstil und in den Bedürfnissen einzelner Gruppen der postindustriellen Gesellschaft, die sich durch Individualisierung und neue Arbeitswelten gewandelt haben.
Auffällig ist die häufige Verwendung von Szenegetränken als Gentrifizierungszeiger, so Bionade oder Galao und Latte macchiato, als Bier zur Gentrifizierung wurde unter anderem das badische Tannenzäpfle identifiziert.
Beobachtet wird ebenso eine Zunahme multilokaler Lebensweisen, die eine spezifische Nachfrage nach Wohngelegenheiten in Innenstädten und Innenstadträndern nach sich zieht. Festgestellt wird in diesem Zusammenhang auch, dass die Projektentwickler im Rahmen einer „Kommodifizierung des Sozialen“ nicht nur einzelne Immobilien, sondern ganze Wohnquartiere als „Lifestyle-Produkt“ in den Blick und in die Entwicklung nehmen, um sie den Kunden mit urbanem Lebensstil – etwa den „Bobos“ und „LOHAS“ – als „Szenekiez“, als „Urban Village“, als „Quartier“ oder als „Lebenswelt“ anzubieten. Jedenfalls machen sich diese Veränderungen auf dem Immobilienmarkt, insbesondere dem Wohnungsmarkt, durch Nachfrage nach entsprechenden Miet- und Eigentumsobjekten in zumeist zentralen Lagen bemerkbar, die durch Altbaubestand, urbane Dichte und Nutzungsmischung geprägt sind.

### Wachstumsprozesse und Infrastruktur

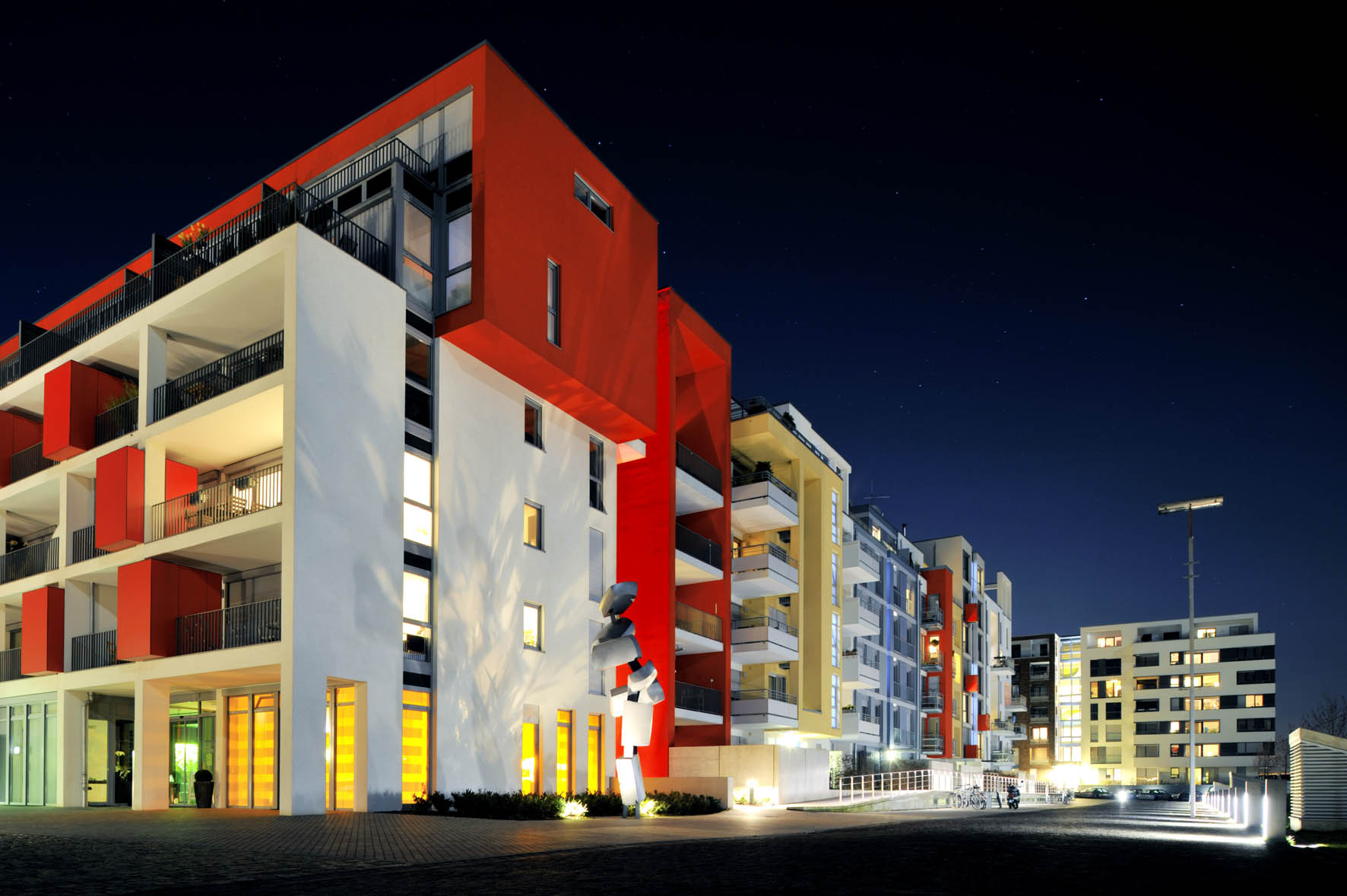
Wohnprojekt Quartis Les Halles in den Neuen Stadtquartieren Derendorf, Düsseldorf: Reurbanisierung durch Eigentumswohnungen auf einer ehemaligen innerstädtischen Bahnbrache

Eine Rolle bei der Entstehung der Gentrifizierung spielen die bessere Erreichbarkeit eines Standorts durch neue Verkehrsmittel, die Aufwertung eines Standorts durch Verringerung einer Umweltbelastung, die Anlage von Naherholungsgebieten und Änderungen bei der wirtschaftlichen Wertschöpfung (z. B. höhere Wertschöpfung durch Forschungseinrichtungen, Start-up-Unternehmen, Internet-Firmen etc.).
Wichtige Hintergründe für diese Stadtentwicklungsprozesse liefern die Umweltpolitik und Trends zur Deindustrialisierung. Etwa eine neue U-Bahn-Linie, der Wegfall belastender Einrichtungen und Strukturen (z. B. innerstädtische Kraftwerke, Schlachthöfe, Markthallen und Güterbahnhöfe) sowie die Auflassung von Hafen-, Industrie- und Gewerbegebieten (z. B. Docklands) können die betreffenden Stadtteile wesentlich entlasten und aufwerten, so dass sie für neue Bevölkerungsgruppen attraktiv werden. Oft sind solche gewerblich-industriellen Altstandorte in eine großangelegte Umstrukturierung einbezogen, die es mit sich bringt, dass die ansässige Bevölkerung nach und nach durch eine wirtschaftlich leistungsfähigere Klientel ersetzt wird, die diese Standorte mit stetig steigenden Preisen nachfragt, anmietet, ankauft, umnutzt, für ihre Bedürfnisse einrichtet und umgestaltet. Im Vergleich zu etablierten, konventionellen Wohngegenden lassen sich gerade anfangs erhebliche Preisvorteile realisieren, denn allgemein gilt: Je früher in einen Aufwertungsprozess investiert wird, umso höher ist der Ertrag des Investors.
Ein weiteres Motiv für die Segregation in gentrifizierten Stadtvierteln ergibt sich im Zusammenhang mit der Schulortwahl der Eltern für ihre Kinder. Dabei werden die Schulen gentrifizierter Stadtviertel von vielen Eltern vorgezogen.
Eine Rolle spielt für viele Interessenten das sich im Zuge der Gentrifizierung verbreiternde und vertiefende Angebot mit freizeitbezogenen, gastronomischen, medizinischen und haushaltsnahen Dienstleistungen, z. B. für die Haushaltsreinigung und die Kindererziehung. Eine zentral gelegene Wohnung bietet neben der geringeren Entfernung zu den Arbeitsplätzen in zentralen Geschäfts- und Bürovierteln den Vorteil einer hohen Mobilität durch öffentliche und multimodale Verkehrsmittel. Dieser Umstand kann zur Abschaffung oder zur Verringerung der Kosten eines privaten Verkehrsmittels genutzt werden. Zentral gelegene Wohnungen in Quartieren mit guter Infrastruktur werden häufig aus Gründen einer altersgerechten Wohnform und Lage sowie mit dem Gedanken einer Absicherung der Altersversorgung erworben.

### Subkulturen als Gentrifizierer
Aufgrund ihrer spezifischen Mobilität, ihrer oft geringeren finanziellen Möglichkeiten, ihrer Akzeptanz oder Vorliebe für urbane, benachteiligte und ungewöhnliche Orte, ihrer Kreativität, eines Gespürs für Trends und eines ausgeprägteren Bedürfnisses zur innovativen Selbststilisierung sind Künstler, Studenten, Homosexuelle, Jugendliche und junge Erwachsene („Hipster“) oft wichtige Vorboten und Pioniere einer Gentrifizierung. Sie „entdecken“, nutzen und prägen im Sinne einer angesagten Location der Jugendkultur, als einen Ort der Bohème oder der alternativen Szene die potenziellen Gentrifizierungsstandorte auf einem niedrigen Preisniveau um. Damit werden diese Räume für weitere, einkommensstärkere Gruppen als Wohn-, Freizeit- und Gewerbestandorte attraktiv. In der Folge einer dann meist einsetzenden Nachfrage durch finanzkräftige Einzelne und wirtschaftliche Unternehmen werden die Standorte schließlich für die gewinnorientierte Immobilienwirtschaft interessant. Denn die Ressourcenallokation und der Vertrieb der Güter, die zentral gelegene, hochwertige Wohnungen darstellen, oder der Dienstleistungen, die in diesem wirtschaftlichen Zusammenhang erbracht werden können, ist für sie ein gewinnbringendes Geschäftsfeld. Investoren, Projektentwickler, alte und neue Eigentümer sowie Makler entfalten dann, durch Juristen, Planer, Fachingenieure, Banken und Marketingspezialisten beraten, zahlreiche Aktivitäten zum Erwerb, zur Aufwertung und zur Vermarktung der Standorte. Häufig werden sie darin von der politischen Führung und den Planungsverwaltungen einer Stadt unterstützt. Dieser sozioökonomische Zusammenhang ist insbesondere in den Metropolen westlicher Länder festzustellen. Die Gentrifizierung kommt jedoch in einigen Fällen, so unter anderem in Russland, fast ohne Künstler, Homosexuelle und junge Leute als die symbolischen Gentrifizierer aus, die oft selbst zu den schwachen Einkommensgruppen zählen.

#### Rolle der Schwulenszene
Homosexuelle Männer werden aufgrund des ihnen zugeschriebenen Lebensstils und ihrer Wohnortpräferenzen zu den gentrifiers gezählt. Ihre Rolle als Akteure und Pioniere der Gentrifikation hat Manuel Castells an Beispielen US-amerikanischer Großstädte untersucht, insbesondere am Beispiel San Francisco. Der Spielfilm Quinceañera von 2006 stellt eine vergleichbare Situation in Los Angeles dar. Die US-amerikanische Dokumentation Flag Wars (2003, von Linda Goode Bryant) zeigt verschiedene Spannungen zwischen einer städtischen schwarzen Gemeinde und wohlhabenden LGBT-Ankömmlingen in Columbus, Ohio. Die Konflikte um die Gentrifizierung führen zu Rassismusvorwürfen auf der einen und Homophobieanschuldigungen auf der anderen Seite. Bekannt wurde ein tatsächliches Vorkommnis in Washington, D.C., wo 2006 eine schwarze christliche Gemeinde im traditionsreichen, schwarzen Stadtteil Shaw einer in der Nachbarschaft einer Kirche geplanten Schwulenbar die Ausschanklizenz streitig machte.
In Berlin gilt der Stadtteil Schöneberg als bevorzugtes Viertel der schwulen Szene und einer dadurch vorangetriebenen Gentrifizierung und als Tatort von homophoben Überfällen. Schöneberg westlich der Bundesstraße 1 (Potsdamer Straße/Hauptstraße) gilt inzwischen als gentrifiziertes Stadtviertel, östlich davon ist es als Einwanderer- und Problemviertel bekannt.
Ein im September 2011 erschienenes Buch von Koray Yılmaz-Günay, Mitarbeiter der Rosa-Luxemburg-Stiftung und Vorstandsmitglied des Integrationsbeirats der Stadt Berlin, versucht ein politisch instrumentalisiertes Zusammenspiel von Gentrifizierung und antimuslimischem Rassismus nachzuweisen: Demnach hätten Angehörige der Schwulenbewegung ihre gesellschaftliche Akzeptanz damit „erkauft“, dass sie antimuslimische Ressentiments übernommen hätten und die beiden Communities gegeneinander ausspielen würden. Ein vergleichbarer Prozess einer allmählichen Anerkennung einer ursprünglich ausgeschlossenen Minderheit in die bürgerliche Gesellschaft und die Aufwertung des Milieus wie der Wohnviertel wurde unter anderem von Noel Ignatiev am Beispiel der irischen Einwanderer in den Vereinigten Staaten unter dem (durchaus umstrittenen) Buchtitel Wie die Iren weiß wurden beschrieben.

#### Einwandererviertel und Chinatowns
Die US-amerikanische Soziologin Min Zhou unterscheidet Chinatowns von anderen klassischen „Einwanderervierteln“. Chinatowns seien länger stabil und böten über eine Übergangsstation Möglichkeiten für unterschiedliche Gruppierungen und Schichten, sie seien als eigene Wirtschaftszonen anzusehen. Das in dem Sinne erfolgreiche Gentrifizieren, das Etablieren als Touristenattraktion wie das Kommen und die dauerhafte Ansiedlung von Menschen und Aktivitäten mit asiatischem Bezug jenseits von China wird dabei als positives Zeichen gesehen.

## Historische und aktuelle Beispiele

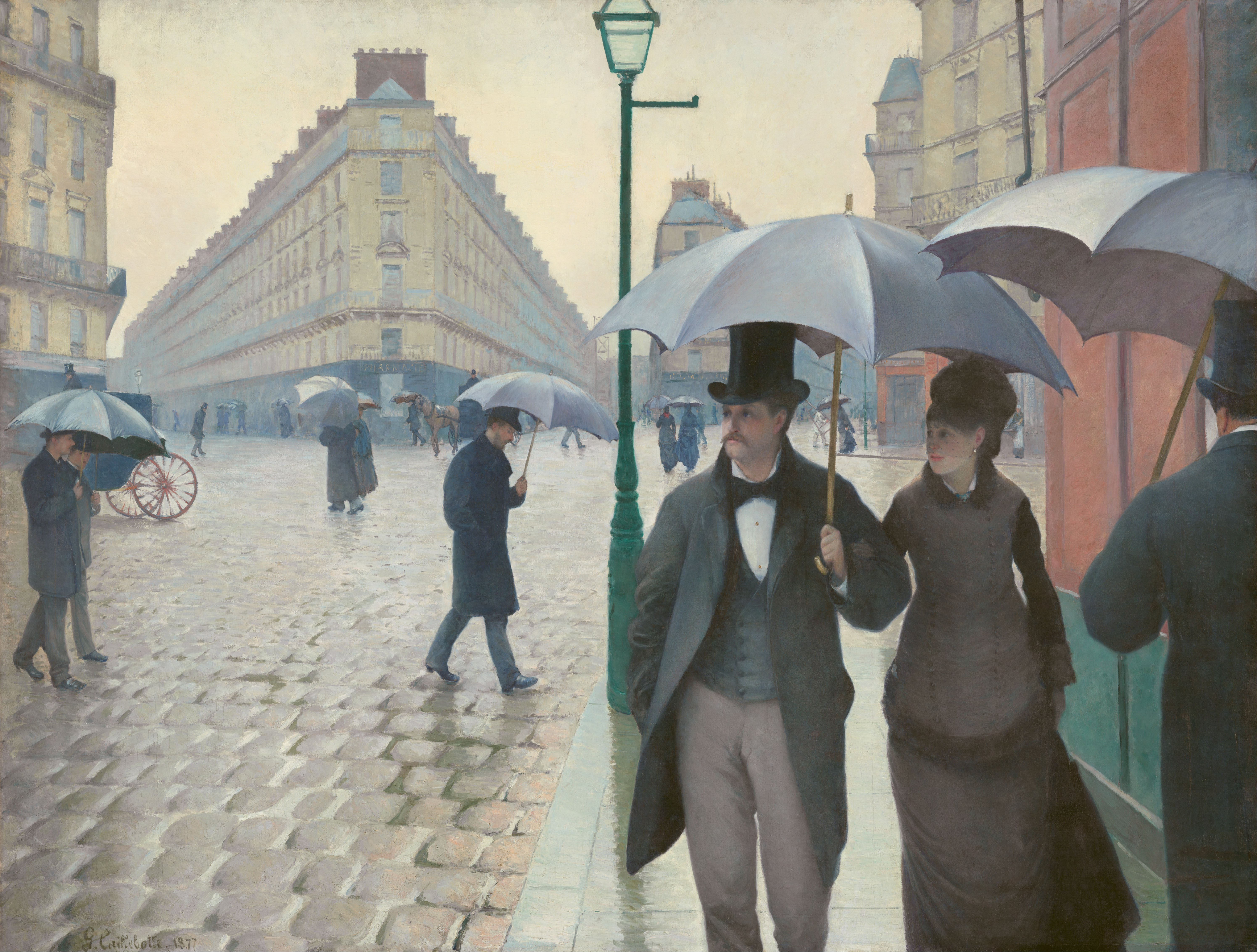
Straße in Paris an einem regnerischen Tag – Das Gemälde von Gustave Caillebotte stellt das „haussmannisierte“ Paris der 1870er Jahre mit dem erfolgten Stadtumbau und der veränderten Bevölkerungsstruktur dar.

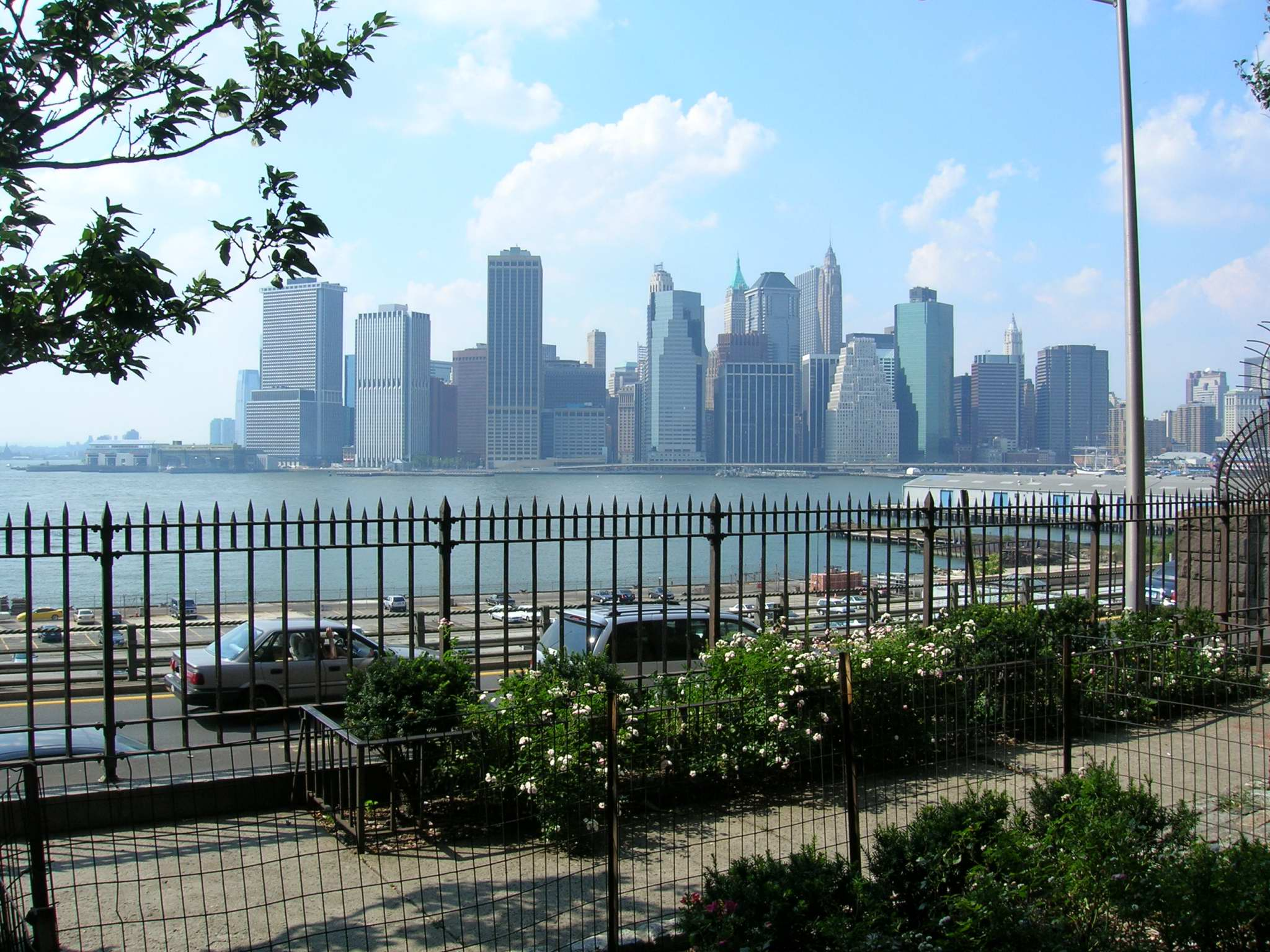
Die Promenade von Brooklyn Heights mit dem Blick auf Manhattan

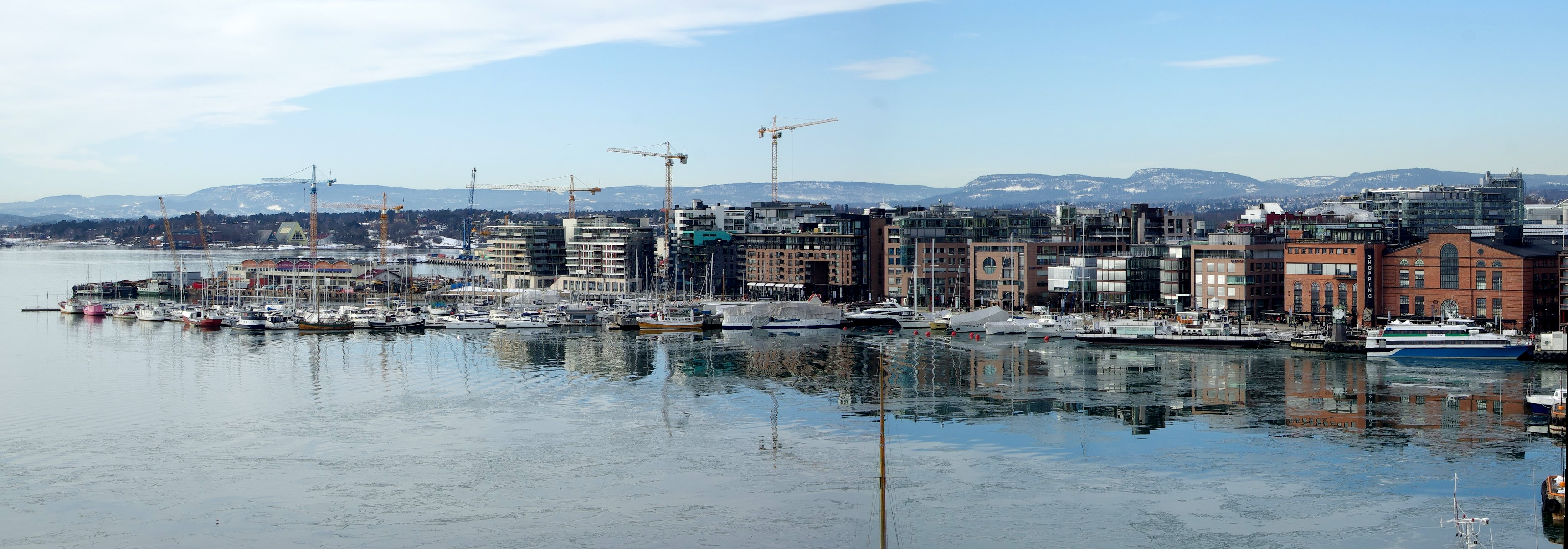
Das heutige Szeneviertel Aker Brygge in Oslo

Seit den 1970er Jahren wurden das 14. und 15. Arrondissement in Paris vom Arbeiter- zum bürgerlichen Wohnviertel, außerdem erfolgte eine solche Aufwertung durch die Sanierung der Altbauten auch im Marais. In den letzten Jahrzehnten wurden vor allem die Gebiete um die Place de la Bastille, die Rue Oberkampf, den Canal Saint-Martin, große Teile des 11. und 12. Arrondissements – etwa um die Avenue Philippe-Auguste – und das Quartier des Batignolles von Gentrifizierung betroffen. Aktuell ist dies im Quartier de Belleville im 20. Arrondissement zu beobachten.
In der Schweiz wird Gentrifizierung bei den Zürcher Stadtteilen Seefeld, Aussersihl und an der Weststrasse sowie in Bern in der Länggasse und der Lorraine beobachtet bzw. diskutiert. In der Schweiz hat sich der Begriff Seefeldisierung als Synonym für Gentrifizierung etabliert.
In Wien finden beispielsweise im Karmeliterviertel der Leopoldstadt und im Ottakringer Brunnenmarktviertel aktuell Gentrifizierungsprozesse milderer Ausprägung statt. Beginnende Gentrifizierung ist an Orten wie dem Wallensteinplatz oder der Universumstraße in der Brigittenau zu beobachten. Am Spittelberg ist der Prozess bereits abgeschlossen.
Deutschlands größtem Wohnungskonzern Vonovia, der auch in Frankreich expandiert, wurde vorgeworfen durch die Verschleierung von Instandhaltungsarbeiten, welche als Modernisierungen unberechtigterweise auf die Mieter umgelegt wurden, die Gentrifizierung in Deutschland zu fördern.
In Düsseldorf unterliegen insbesondere die ehemaligen Arbeiterviertel Flingern und Unterbilk den Auswirkungen einer Gentrifizierung.
Die Arbeiterstadt Cambridge in den USA befindet sich in unmittelbarer Nähe der Eliteuniversitäten Harvard und M.I.T. Die angestammten Einwohner sind vor allem Irischamerikaner und setzen sich gegenüber der Klientel der Universitäten ab. Dabei werden einzelne lokale Forderungen wie im Falle der Populistin Louise Day Hicks zur Abschaffung des sogenannten Busing als rassistisch kritisiert. Die angestammte Einwohnerschaft ist im Gegensatz zu vielen anderen Vierteln in der Lage, sich gegenüber den oft aufgrund von Zeitverträgen nur temporär anwesenden Forschern zu behaupten und einem kompletten Bewohneraustausch entgegenzuwirken. Das dichtbesiedelte und nach wie vor multikulturelle Cambridge gilt als eine der linkesten Städte der USA und wurde deswegen schon spöttisch als „Volksrepublik Cambridge“ bezeichnet.
In San Francisco bieten Busunternehmer einen Shuttle-Service für werktäglich 9.000 bis 14.000 Angestellte von Technologie-Unternehmen an, die die Metropole den Ortschaften des Silicon Valley als Wohnstandort vorziehen – auch weil die Miet- bzw. Eigentumspreise im Silicon Valley explodierten und für die Mittelschicht unerschwinglich geworden sind. Diese Wohnortpräferenz und der multilokale Lebensstil vieler Angestellter auswärtiger Unternehmen hatten bzw. haben zur Folge, dass die Wohnungspreise in San Francisco „explodierten“ und weiter deutlich ansteigen. Der Mietpreisanstieg betrug im Jahr 2013 12,3 Prozent. Eine Ein-Zimmer-Wohnung im beliebten Mission District kostet monatlich etwa 3200 Dollar. Die Zahl der Zwangsräumungen stieg zwischen 2010 und 2013 um etwa 170 Prozent. Eigentümer und Vermieter können sich dabei auf den Ellis Act berufen, eine 1986 in Kalifornien eingeführte Rechtsgrundlage für Zwangsräumungen im Falle der Geschäftsaufgabe. Protestierende Aktivisten sahen sich veranlasst, Pendlerbusse als Ausdruck der „Tech-Gentrifizierung“ mit Steinen zu bewerfen und die Firma Google Inc. mit der Entwicklung zu konfrontieren. Hipstern und Yuppies wurde mit einem Graffito die Tötung angedroht.
In Belgien finden sich Gentrifizierungstendenzen im Brüsseler Stadtteil Marolles; regional spricht man auch von der sogenannten Sablonisation.
In Oslo, heute eine der teuersten Städte Europas, sind von der Gentrifizierung unter anderem die ehemaligen Arbeiterviertel Rodeløkka, Kampen sowie Grünerløkka betroffen. Aus dem früheren Industrieufer Aker Brygge wurde die teuerste Lage der Stadt. Man spricht von Vorzeichen des „neureichen Norwegens“.
Allgemein sind symbolische Aspekte der Stadtgestaltung und des städtischen Raumes für den Gentrifizierungsprozess wichtig. Dennoch darf die Rolle der privaten Investitionsstrategien nicht verkannt werden. Die Frage ist, ob die Gentrifizierung wirklich den sich ändernden Wohnortpräferenzen subkultureller Bewohner folgt, die von billigen sanierungsbedürftigen Vierteln angezogen werden, oder ob das Investment in eine nicht zu teure Altbausubstanz mit anschließendem Bevölkerungsaustausch statusniedriger durch statushöhere Bewohner die höchsten Renditen ergibt. Letzteres kann für viele Städte vermutet werden.
So setzte ab ca. 2000 auch in vielen Altstädten mittel- und osteuropäischer Hauptstädte ein Gentrifizierungsprozess ein. In den betroffenen Ländern erschien sozialräumliche Segregation bis 1990 kaum als Problem; die Wohnungsallokation erfolgte bis zu diesem Zeitpunkt jedenfalls nicht primär nach Vermögen und Einkommen und die Altbausubstanz war oft verwohnt und nicht besonders begehrt. Das hat sich durch die Entstehung eines privaten Wohnungsmarktes radikal geändert: Soziale Differenzen werden nunmehr in die räumliche Struktur der Städte projiziert.

### Berlin

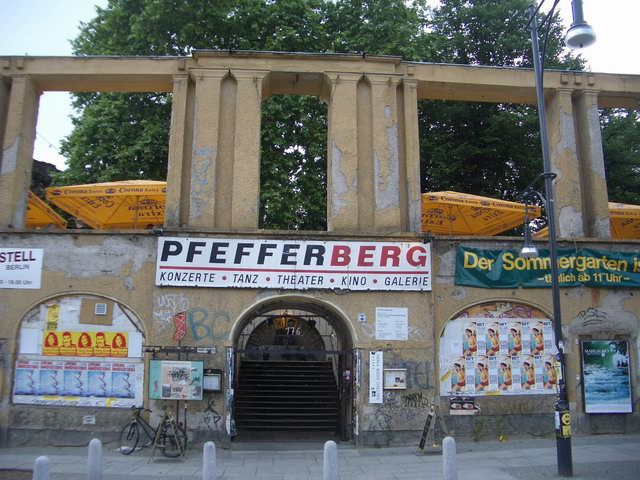
Neue Gastronomie und (suggerierte Sub-)Kultur als Zeichen der Gentrifizierung in Prenzlauer Berg, Berlin

Über eine ansteigende Welle von „Luxusmodernisierungen“ in Altbauvierteln bundesdeutscher Großstädte (Berlin, München, Hamburg, Düsseldorf, Köln und Stuttgart) berichtete das Magazin Der Spiegel bereits 1981. In Berlin galten bis 1989 Kreuzberg sowie nach dem Mauerfall Friedrichshain und Prenzlauer Berg als Gegenstand von Gentrifizierungsprozessen. Die Volkskundlerin Barbara Lang spricht dabei von einem Mythos Kreuzberg, der mit der Realität nur wenig zu tun habe. Dabei werde mit Gentrifizierung eine angeblich von außen geplante und verursachte, regelrecht gewaltsame Umgestaltung eines angestammten Milieus bezeichnet. Lang zufolge sei der Gegensatz von Yuppies und Alternativen konstruiert. Zum einen seien die Verbraucher und Bewohner zumeist dieselben, die Konsumgewohnheiten wie kulturellen Ansprüche hätten sich geändert. Die tatsächlichen messbaren Anzeichen für Gentrifizierung in Kreuzberg seien geringer als in anderen Städten. Wenn die angestammte Kreuzberger Alternativszene aus der Mode käme, sei dies auf das Desinteresse der Generation X an derlei monolithischen Lebensentwürfen zurückzuführen. Langes Begriff einer lediglich „symbolischen Gentrifizierung“ (also nicht realen Umschichtung) gilt als wichtige Erweiterung des Begriffs und wurde auf das benachbarte Friedrichshain übertragen. Auch das Gebiet nordöstlich des Hermannplatzes (Reuterkiez/Kreuzkölln) in Neukölln gehört zu den Szenevierteln Berlins und ist von symbolischer Gentrifizierung betroffen.
Nach 1989 wurde der zum Stadtbezirk Pankow gehörende Ortsteil Prenzlauer Berg Schauplatz von Gentrifizierung. Der 2007 dafür eingeführte Neologismus Bionade-Biedermeier wurde zu einem verbreiteten Schlagwort über Berlin hinaus. Ebenfalls populär wurde die Gruppe der Schwaben als Symbol für Zuzügler. Die zugehörigen neubürgerlichen Lebensformen der älter gewordenen Alternativen dienten nicht nur als Selbstvergewisserung, sondern auch zur kulturellen Abgrenzung und Distinktion. Spöttern zufolge habe sich nicht das Proletariat, sondern die Bohème als siegreiche Klasse erwiesen. Der Begriff Bobo – bourgeoise Bohème wird weltweit für das Phänomen verwendet. 2007 wurde in Berlin unter dem Motto Frittenskandal im Falafelkiez die Skandalisierung einer geplanten McDonalds-Filiale im Kreuzberger Wrangelviertel karikiert. Die US-Kette störte laut taz eine Authentizitätsblase, in der sich die bürgerliche, weiße Mittelschicht im traditionellen Alternativenviertel eingerichtet hatte. Der akademische Mittelschichtsgeschmack hielt sich eher an die Falafel, die ästhetisch, folkloristisch und authentisch erschienen, die Fastfoodfiliale wurde zum Anlaufpunkt von unter anderem jugendlichen Migranten.

### Supergentrifizierung

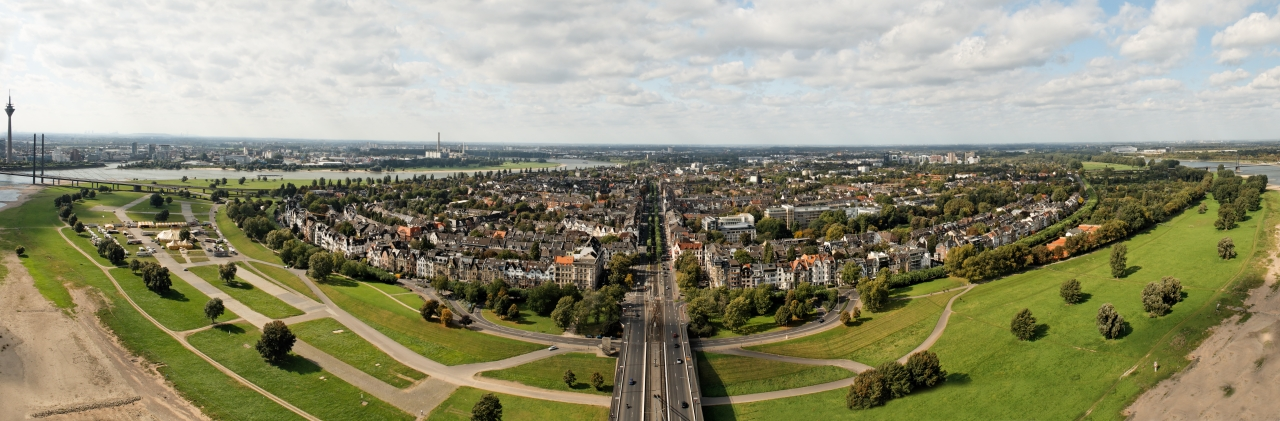
Düsseldorf-Oberkassel: Stadtviertel mit Tendenzen zur Supergentrifizierung

Kommt es in bereits gentrifizierten Quartieren von Global Cities auf extrem hohem Preisniveau zum Immobilienankauf durch internationale Investoren, wird von „Supergentrifizierung“ oder „hyper gentrification“ gesprochen. Loretta Lees vom King’s College London spricht angesichts der City of London von einem Prozess der „Supergentrifizierung“ durch Investmentbanker und weitere äußerst vermögende international Berufstätige. Beim Islingtoner Sprengel Barnsbury, in dem Tony Blair mit seiner Familie vor seiner Wahl 1997 lebte, lagen Preise für kleinere Einzelhäuser mit Garten um 700.000 £ und mehr. Vergleichbare Immobilien in benachbarten Vierteln lagen 2006 zumeist 100- oder 200.000 £ darunter. Die typischen Neuankömmlinge in Barnsbury haben eine Oxbridge-Universitätsausbildung. Sie sind zwar wohlhabend, sind aber im Gegensatz zu klassischen Superreichen auf ein regelmäßiges Einkommen angewiesen und verdienen jährlich 150.000 £ und mehr vor allem in der benachbarten City of London.
In den USA gilt Brooklyn Heights in New York als supergentrifiziert. In Deutschland zeigt der Standort Düsseldorf-Oberkassel eine Tendenz zur Supergentrifizierung. Preise für Einfamilienhäuser rangierten hier – getrieben durch internationale Nachfrage – im Jahr 2010 im Durchschnitt bei 1,4 Millionen Euro mit jährlichen Preisanstiegen von mehr als 20 Prozent.

## Konfliktlösungsstrategien

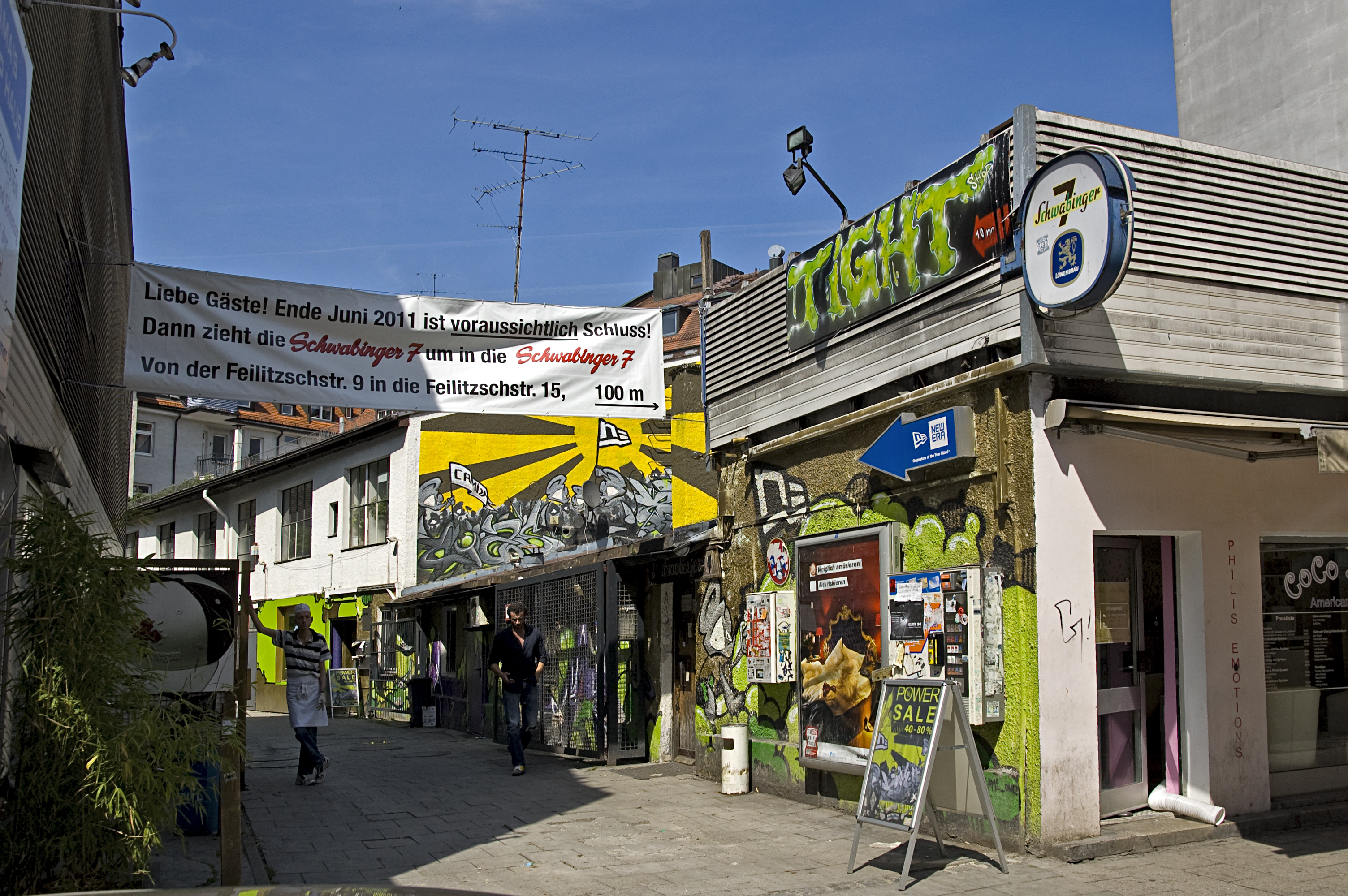
Die Schwabinger 7 vor dem Umzug 2011

Historische und technische Umbruchprozesse (vgl. Mauerfall oder Industrialisierung und Deindustrialisierung) lassen sich nicht verhindern. Daher wird die Aufwertung von verelendeten oder lange vernachlässigten Stadtvierteln in der Regel befürwortet, um einen Stadtverfall zu vermeiden.

### Moderierte Stadtentwicklung in München
Der Münchener Stadtteil Schwabing wurde bereits im 19. Jahrhundert durch die Anlage von Universität und Kunstakademie erheblich aufgewertet, nachdem zuvor die ehemalige Münchner Umlandgemeinde zunächst in eine ärmliche Vorstadt und schließlich nach der Eingemeindung in ein angesagtes Viertel des Jugendstils und in eine bevorzugte Künstlerwohnlage Wahnmoching umgewandelt wurde. Diese von der Urbanisierung nicht zu trennende Gentrifizierung wurde in einer Vielzahl von literarischen Zeugnissen begleitet und verarbeitet. Es kam dennoch im 20. Jahrhundert zu erheblichen Konflikten.
Ursachen der regelrechten Straßenschlachten im Rahmen der Schwabinger Krawalle von 1962 waren vor allem kulturelle Themen, so die Frage der Ruhestörung durch Straßenmusiker. In München wurde darauf lange vor den 68er-Unruhen begonnen, die Stadtentwicklung in Kooperation mit den Bewohnern zu begleiten und zu moderieren. Zudem wurde das Vorgehen der Ordnungskräfte durch den Einsatz von Psychologen, moderner Technik und neuer Polizeieinsatzstrategien angepasst. Das Instrument der Erhaltungssatzung ist in München unter anderem im Bereich des Lehels und der Maxvorstadt noch 2010 im Einsatz und ermöglicht unter anderem über ein Vorkaufsrecht der Stadt eine Einschränkung der Luxussanierung und Aufteilung von Wohnobjekten in teure Einzelwohnungen. Die vom Münchner Oberbürgermeister Christian Ude als Saufkneipe in einer ehemaligen Nachkriegsbaubaracke charakterisierte Schwabinger 7 wurde als klassischer Vertreter des ranzigen, nicht durchgestylt gentrifizierten Münchens für ein Luxuswohnprojekt abgerissen und unter Verwendung von Spolien der althergebrachten Einrichtung in der Nachbarschaft wieder eingerichtet.

### Charta von Bologna

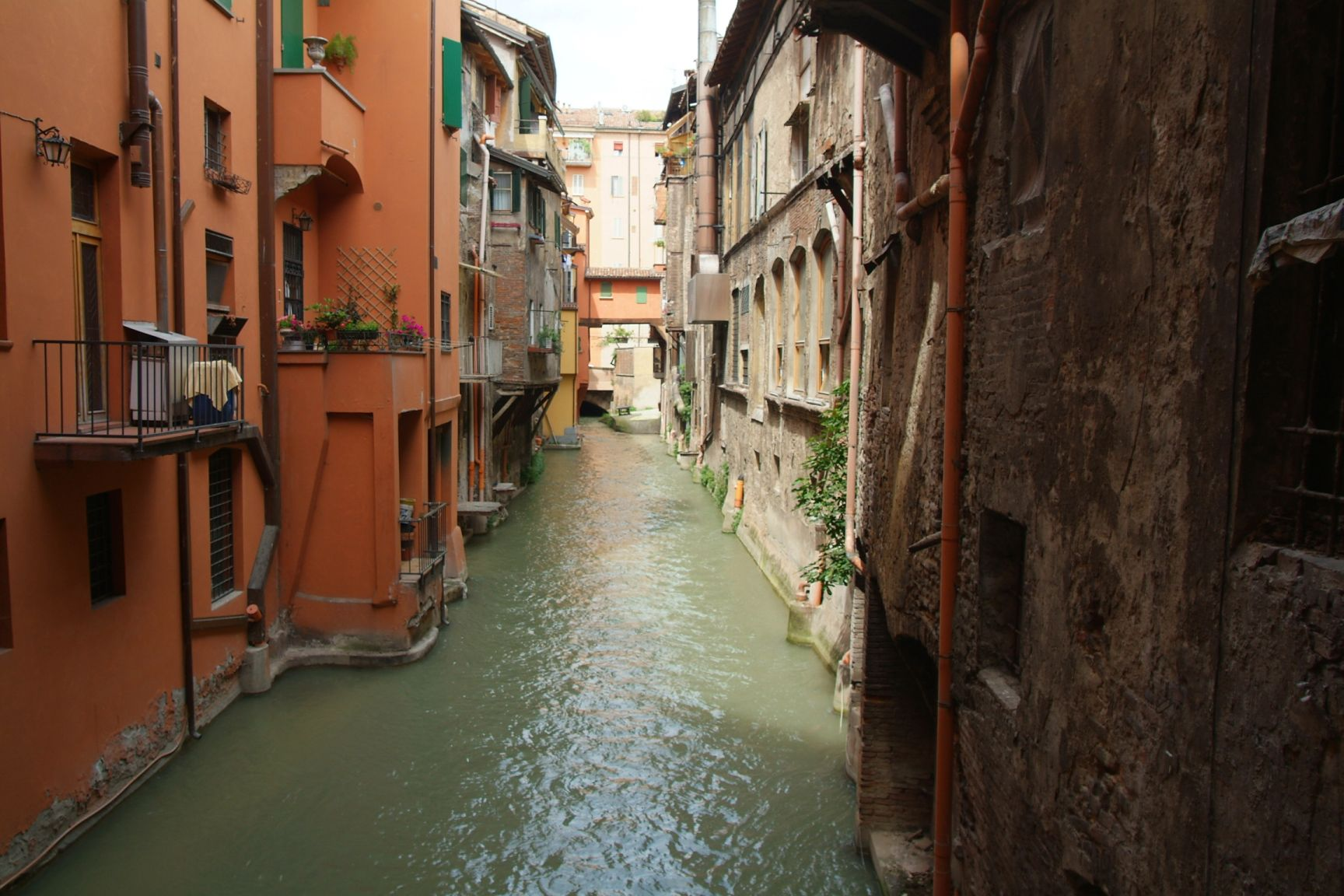
Canale delle Moline in Bologna

Bereits 1974 wurden bei der Erneuerung der lange vernachlässigten Altstadtquartiere in Bologna ein Sanierungsprogramm aufgestellt, das unter anderem in einer Resolution des Europarats anerkannt und für andere Quartiere empfohlen wurde. In Bologna wurden den Bewohnern während der Sanierung Ausweichquartiere angeboten. Die denkmalgerechte Sanierung der historischen Substanz wurde von der Stadt finanziell unterstützt, die Eigentümer umgekehrt zu moderaten Mieten wie Mieterhöhungen verpflichtet. Einige Bauten wurden einer Neunutzung zugeführt, welche die sozialkulturellen Bedürfnisse und Wünsche der bestehenden Bevölkerung berücksichtigte.

### Stärkung der sozialen Stadt
Peter Marcuse empfahl gezielten Sozialen Wohnungsbau, der über städtebauliche Verträge der planenden Kommunen mit Privatinvestoren oder über eine entsprechende staatliche Subventionierung aus Steuermitteln finanziert werden könne. Auch der Stadtforscher Hartmut Häußermann riet zu Sozialem Wohnungsbau. Die einzelnen Wohnprojekte der sozialen Stadterneuerung sollten hierbei in kleinen Einheiten in allen Stadtteilen realisiert werden ähnlich einer Art urbaner Akupunktur. In den USA setzte sich Sharon Zukin in manchen Aspekten von Jane Jacobs ab. Jacobs hatte in Tod und Leben großer amerikanischer Städte viele Gentrifizierungsaspekte beschrieben und kritisiert. Zukin betont eine wichtige Rolle der staatlichen und kommunalen Regulierung und Planungsmaßnahmen, Jacobs hingegen war in der Sicht Zukins stärker kommunitaristisch ausgerichtet und betonte die Rolle der lokalen Gemeinschaften. Zukin mangelte es auch bei Jacobs an Engagement für eine vermehrte Flächenplanung, um eine lebhafte urbane Mischung in Wohnbevölkerung wie bei Gewerbe und Industrie durchsetzen zu können.

## Filme
- Gertrud Schulte Westenberg and Matthias Coers: Mietrebellen, 2014
- Katrin Rothe: BETONGOLD - Wie die Finanzkrise in mein Wohnzimmer kam, arte, rbb 2023